# Kodry

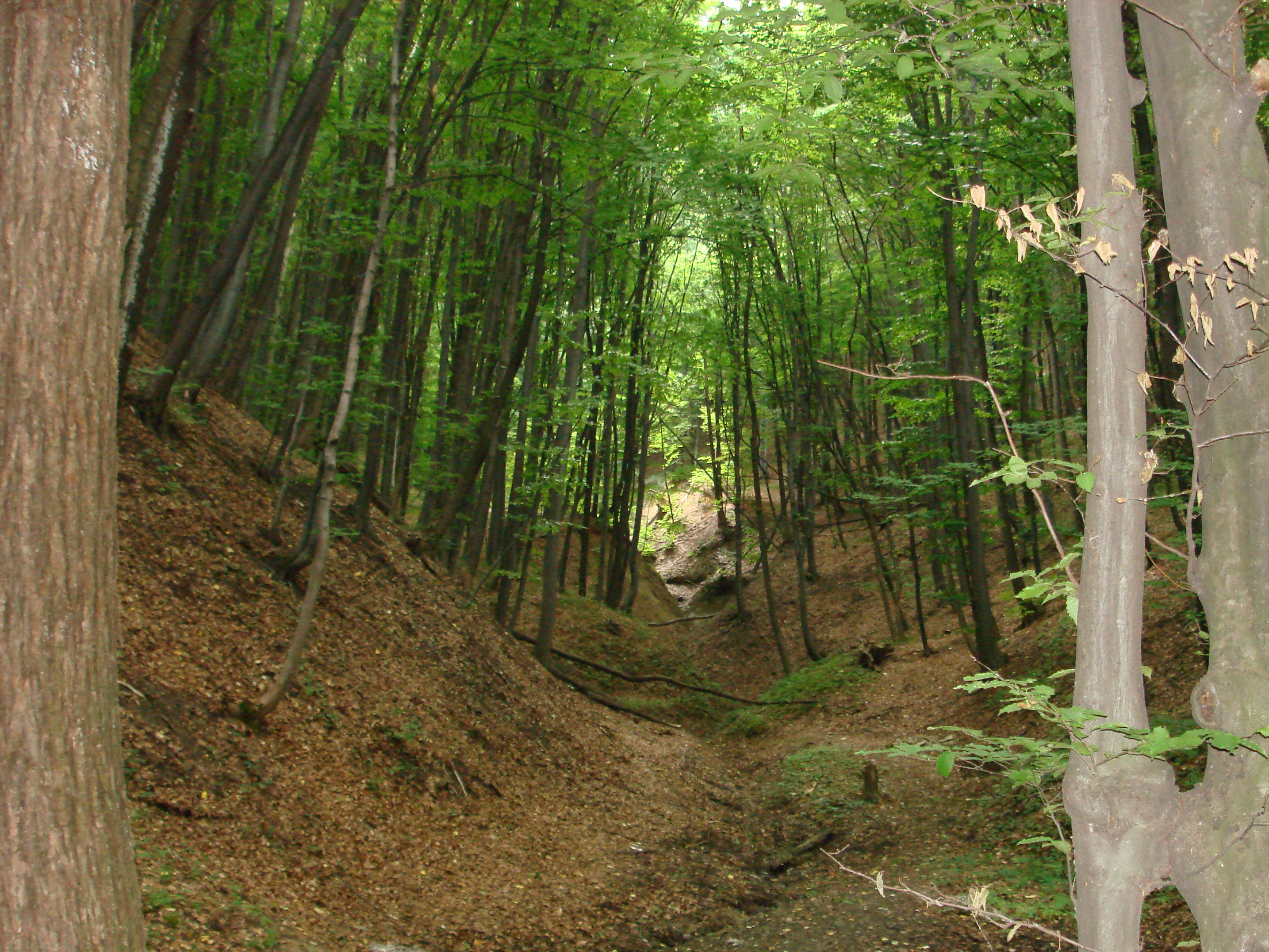
Kodry

Kodry (rum. Podișul Codru) – wyżyna w środkowej części Mołdawii położona między rzekami Prut i Reut, najwyższa część Wyżyny Besarabskiej. Wznosi się do 429 m n.p.m. i biegnie z północnego zachodu na południowy wschód na przestrzeni 100 km. Zbudowana jest z trzeciorzędowych piasków, glin i wapieni. Rozcinają ją głębokie jary rzeczne. Rosnące tu lasy są przeważnie dębowe i grabowe, na północnym zachodzie – bukowe.